# شورویو (مینه‌سوتا)
شورویو (به انگلیسی: Shoreview) شهری در شهرستان رمزی ایالت مینه‌سوتا در کشور ایالات متحده آمریکا است که جمعیت آن در سرشماری سال ۲۰۱۰ میلادی، ۲۵۰۴۳ نفر بوده‌است.